# Národní pedagogický institut ČR
Národní pedagogický institut České republiky (zařízení pro další vzdělávání pedagogických pracovníků), zkráceně NPI ČR, je příspěvkovou organizací Ministerstva školství, mládeže a tělovýchovy České republiky.

## Hlavní činnosti
- Tvorba kurikula a kurikulárních dokumentů ve vymezených oblastech vzdělávání včetně činností směřujících k přípravě či posouzení učebních dokumentů, učebnic atd., monitoring a evaluace plánovaného, realizovaného a výsledkového kurikula a kurikulárních dokumentů v síti určených škol
- Příprava a realizace vzdělávacích programů dalšího vzdělávání pedagogických pracovníků, především v oblasti státních priorit ve vzdělávání včetně tvorby vlastních programů, metodických materiálů a učebních textů
- Systematická metodická a vzdělávací podpora řídících pracovníků škol a školských zařízení v oblasti strategického plánování a rozvoje na místní, regionální a krajské úrovni
- Podpora síťování škol a spolupráce s ostatními aktéry v oblasti dalšího vzdělávání pedagogických pracovníků, vytváření nástrojů pro zvýšení kvality výuky
- Koordinace a metodická a informační podpora zřizovatelů škol a školských zařízení, jejich řídících pracovníků a pedagogických pracovníků na místní a regionální úrovni prostřednictvím krajských pracovišť (center podpory)
- Metodická podpora v oblasti preventivní, pedagogicko-psychologické, speciálněpedagogické péče a v oblasti ústavní a ochranné výchovy (včetně tvorby metodik, standardů a nástrojů, například programů primární prevence rizikového chování)
- Podpora a rozvoj kariérového poradenství v celoživotním a dalším vzdělávání, síťování institucí v těchto oblastech i na trhu práce
- Podpora nadání a pedagogických pracovníků v oblasti práce s talentovanými žáky, organizace soutěží a přehlídek
- Podpora vybraných činností v oblasti mládeže a pedagogických pracovníků pracujících s mládeží v zájmovém a neformálním vzdělávání
- Analytické, výzkumné a evaluační činnosti
- Zajišťování metodické a odborné spolupráce v oblasti jednotných závěrečných zkoušek, přijímacích zkoušek a maturitních zkoušek
- Realizace projektů ESIF
- Správa Národní soustavy kvalifikací[1]

## Projekty a aktivity
Výše uvedené činnosti jsou v NPI ČR realizovány v hlavní činnosti, ale také prostřednictvím projektů. V roce 2021 realizuje NPI ČR tyto projekty a aktivity:
- Centrum fiktivních firem
- DigiKoalice
- Evropská agenda pro vzdělávání dospělých
- Informační systém Infoabsolvent
- Metodický portál RVP.CZ
- Mistrovská zkouška
- Národní centrum Europass ČR
- Podpora krajského akčního plánování
- Podpora práce učitelů
- Podpora společného vzdělávání v pedagogické praxi
- Propojování formálního a neformálního vzdělávání
- Revize Rámcových vzdělávacích programů[2]
- Společné vzdělávání a podpora škol krok za krokem
- Státní těsnopisný ústav
- Strategické řízení a plánování ve školách a v územích
- Systém podpory profesního rozvoje učitelů a ředitelů
- Systémová podpora nadání
- Systémové prostředí k prohlubování kompetencí
- Vzdělávání a práce
- Zkouška z češtiny pro trvalý pobyt
- Zkouška z reálií a češtiny pro občanství

## Vznik instituce
NPI ČR vznikl 1. ledna 2020 sloučením dvou přímo řízených organizací Ministerstva školství, mládeže a tělovýchovy České republiky. První z organizací byl Národní institut pro další vzdělávání (zařízení pro další vzdělávání pedagogických pracovníků), zkráceně NIDV, jehož hlavním posláním bylo další vzdělávání pedagogických pracovníků. Druhou ze sloučených organizací byl Národní ústav pro vzdělávání, zkráceně NÚV, který se zaměřoval na rozvoj všeobecného, odborného, uměleckého a jazykového vzdělávání a podporu škol v oblasti pedagogicko-psychologického, výchovného a kariérového poradenství.

## Vedení instituce
Po vzniku NPI ČR byla jeho ředitelkou Helena Plitzová. Od 1. srpna 2020 se novým ředitelem stal Ivo Jupa.